# Dicranomyia (Zelandoglochina) torticornis
Dicranomyia (Zelandoglochina) torticornis is een tweevleugelige uit de familie steltmuggen (Limoniidae). De soort komt voor in het Neotropisch gebied.